# 多极神经元
多极神经元是是中枢神经系统中最常见的神经元，它们形成自主神经节，负责支配多个树突和单一（通常且长）的轴突，容许来自其他神经元的大量信息的综合。其树突分支也可从细胞体出现。多极神经元也指派脑中的多数神经元。多极神经元可根据其树突分支模式和体细胞形状分为星状细胞、锥体细胞、梭形细胞、浦肯野细胞和肾小球细胞。

## 附加圖片

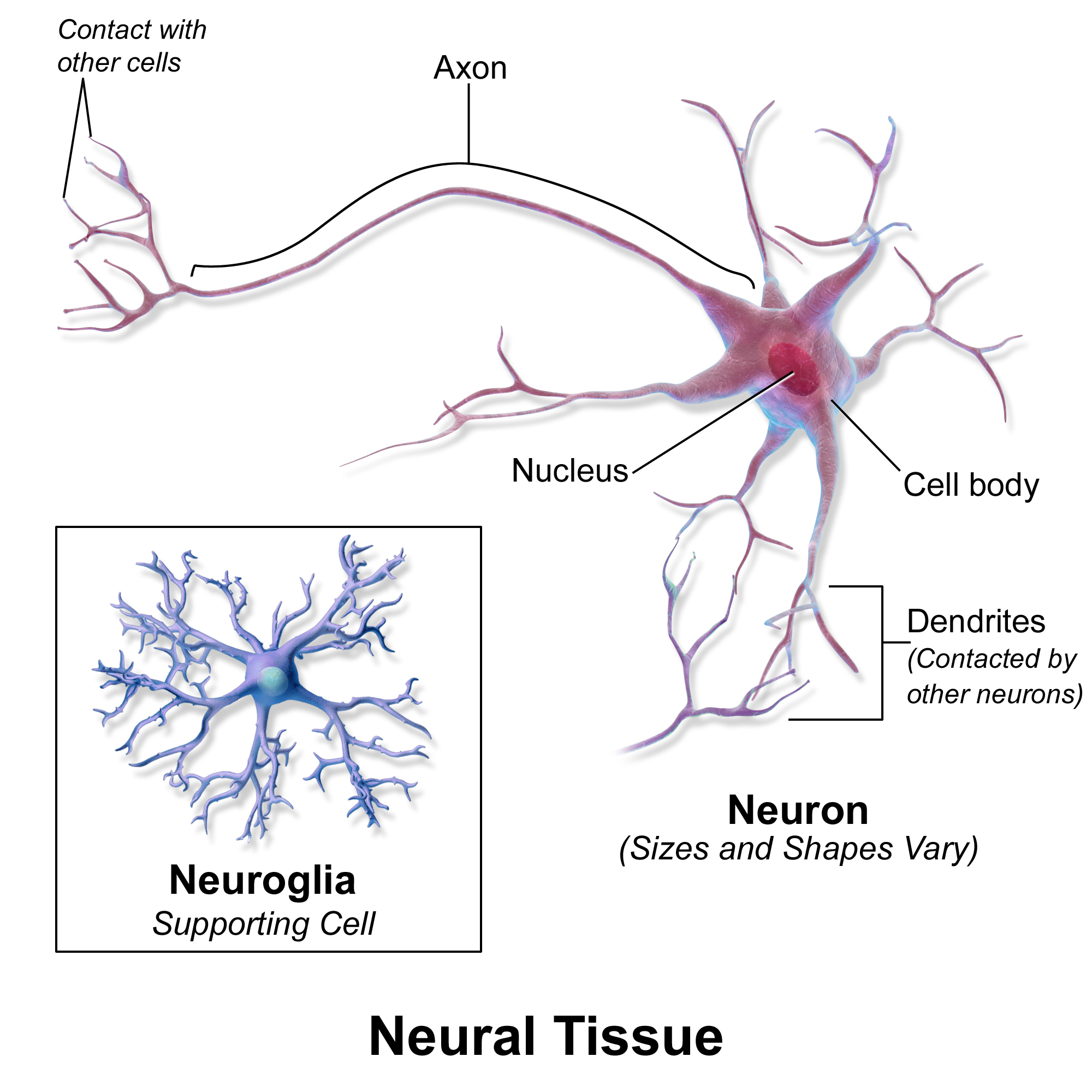
Neural tissue

## 外部連結
- Diagram
- Diagram
- Image （页面存档备份，存于）